# Yerry Mina
Yerry Fernando Mina González, plus connu sous le nom de Yerry Mina, né le 23 septembre 1994 à Guachené en Colombie, est un footballeur international colombien qui évolue au poste de défenseur pour le club de Cagliari Calcio.

## Biographie

### Formation
Enfant, il commence le football au poste de gardien de but, mais son père décide vite de le faire jouer au milieu du terrain. Yerri Mina joue dans des clubs des environs de Guachené, à 40 minutes de Cali. Il joue avec les espoirs du Deportivo Pasto pendant un temps.

### Débuts en Colombie
Il débute en première division en 2013 avec le Deportivo Pasto. Ses bonnes performances attirent vite l'attention de l'Independiente Santa Fe à Bogotá. L'entraîneur Gustavo Costas le fait jouer au poste d'arrière central, poste où Yerri Mina fait des merveilles grâce à sa technique, son jeu aérien et son habileté face au but.
Il remporte la Copa Sudamericana 2015 avec l'Independiente Sante Fe, en battant le Club Atlético Huracán en finale.

### Palmeiras
En 2016, il est recruté par le club brésilien de Palmeiras où il devient tout de suite titulaire.
En juillet, il permet à son club d'égaliser à 1–1 contre Santos. Il doit cependant quitter sur blessure ses partenaires avant la fin du match. Il sort en pleurs comprenant que la blessure lui fait rater les Olympiades, qui débutent quelques semaines plus tard. Il retrouve les terrains à la fin de l'été et termine champion du Brésil, titre que le club Alviverde n'avait plus remporté depuis 22 ans.

### FC Barcelone
Le 11 janvier 2018, il s'engage officiellement pour cinq ans et demi avec le FC Barcelone. Sa clause de départ est fixée à 100 M€. Il est le premier joueur colombien de l'histoire du FC Barcelone.
Yerry Mina joue son premier match avec le Barça le 8 février 2018 face au Valence CF lors de la demi-finale retour de la Coupe d'Espagne (victoire 2-0). Il obtient sa première titularisation le 11 février suivant contre le Getafe CF. Il ne joue que six matchs lors de son passage au FC Barcelone.

### Everton FC
Le 9 août 2018, Mina signe un contrat de cinq ans avec l'Everton FC. Arrivé blessé et victime d'un nouveau problème physique au pied en septembre, Mina doit attendre le 3 novembre 2018 pour faire ses débuts sous le maillot d'Everton en entrant en fin de match contre Brighton & Hove (victoire 3-1).
Le 26 décembre 2018, le défenseur colombien inscrit son premier but avec Everton lors d'un match de Premier League contre Burnley (victoire 1-5).
Il quitte le club à la fin de son contrat en juin 2023.

### Fiorentina
En août 2023, Yerri Mina s'engage avec le club italien de l'ACF Fiorentina.

### Cagliari
Lors de la dernière journée du mercato hivernal de la saison 2023-2024, Yerri Mina trouve un accord pour se libérer de son contrat avec la Viola et s'engage en faveur de Cagliari pour une durée de 6 mois, plus une année en option.

### Carrière internationale
En octobre 2016, il est convoqué pour la première fois en équipe de Colombie par le sélectionneur national José Pékerman, pour des matchs des éliminatoires de la Coupe du monde 2018 contre le Paraguay et l'Uruguay.
Le 7 octobre 2016, il honore sa première sélection contre le Paraguay. Le match se solde par une victoire 1-0 des Colombiens. Lors de sa deuxième sélection, il inscrit son premier but contre l'Uruguay (2-2).
Il fait partie de la liste des vingt-trois joueurs colombiens sélectionnés pour disputer la Copa América Centenario, qui se déroule aux États-Unis. Lors de ce tournoi, il dispute deux rencontres et la Colombie termine troisième du tournoi.
Il inscrit son premier doublé en sélection, le 13 juin 2017 lors d'une victoire 4-0 contre le Cameroun en amical.
Titulaire à partir du deuxième match de la Colombie lors de la Coupe du monde 2018, il inscrit lors de trois matchs consécutifs un but de la tête. Il participe au match face à la Pologne (victoire 3-0) avant de qualifier les siens pour le tour suivant face au Sénégal (victoire 1-0). Lors des huitièmes de finale, il permet à son équipe d'égaliser face aux Anglais sur le seul corner des Colombiens dans le temps additionnel (1-1). La Colombie est cependant éliminée à l'issue de la séance des tirs au but. Il termine meilleur buteur colombien avec trois buts lors de cette compétition.

## Statistiques

### Carrière
| Saison                | Club                  | Championnat           | Championnat | Championnat | Coupe(s) nationale(s) | Coupe(s) nationale(s) | Supercoupe | Supercoupe | Compétition(s) continentale(s) | Compétition(s) continentale(s) | Compétition(s) continentale(s) | Ligue régional | Ligue régional | Séries | Séries | Colombie | Colombie | Total | Total |
| Saison                | Club                  | Division              | M.          | B.          | M.                    | B.                    | M.         | B.         | Comp.                          | M.                             | B.                             | M.             | B.             | M.     | B.     | M.       | B.       | M.    | B.    |
| 2013                  | Deportivo Pasto       | Clo.                  | 10          | 1           | 8                     | 0                     | -          | -          | CS                             | 2                              | 0                              | -              | -              | 4      | 0      | -        | -        | 24    | 1     |
| 2014                  | Sante Fe              | Ouv.+Clo.             | 12+11       | 0+2         | 16                    | 0                     | -          | -          | CL                             | 2                              | 0                              | -              | -              | 4+7    | 1+0    | -        | -        | 52    | 3     |
| 2015                  | Sante Fe              | Ouv.+Clo.             | 13+10       | 1+1         | 8                     | 0                     | 2          | 1          | CL+CS                          | 10+11                          | 1+0                            | -              | -              | -      | -      | -        | -        | 54    | 4     |
| 2016                  | Sante Fe              | Ouv.                  | 10          | 2           | -                     | -                     | -          | -          | CL                             | 8                              | 3                              | -              | -              | -      | -      | -        | -        | 18    | 5     |
| Sous-total            | Sous-total            | Sous-total            | 56          | 6           | 24                    | 0                     | 2          | 1          | -                              | 31                             | 4                              | 0              | 0              | 11     | 1      | 0        | 0        | 124   | 12    |
| 2016                  | Palmeiras             | Série A               | 13          | 4           | 2                     | 0                     | -          | -          | -                              | -                              | -                              | -              | -              | -      | -      | 5        | 1        | 20    | 5     |
| 2017                  | Palmeiras             | Série A               | 15          | 2           | 4                     | 0                     | -          | -          | CL                             | 7                              | 3                              | 8              | 0              | -      | -      | 4        | 2        | 38    | 7     |
| Sous-total            | Sous-total            | Sous-total            | 28          | 6           | 6                     | 0                     | 0          | 0          | -                              | 7                              | 3                              | 8              | 0              | 0      | 0      | 9        | 3        | 58    | 12    |
| 2017-2018             | FC Barcelone          | Liga                  | 5           | 0           | 1                     | 0                     | -          | -          | -                              | -                              | -                              | -              | -              | -      | -      | 6        | 3        | 12    | 3     |
| Sous-total            | Sous-total            | Sous-total            | 5           | 0           | 1                     | 0                     | 0          | 0          | -                              | 0                              | 0                              | 0              | 0              | 0      | 0      | 6        | 3        | 12    | 3     |
| 2018-2019             | Everton FC            | Premier League        | 13          | 1           | 2                     | 0                     | -          | -          | -                              | -                              | -                              | -              | -              | -      | -      | 6        | 0        | 21    | 1     |
| 2019-2020             | Everton FC            | Premier League        | 29          | 2           | 4                     | 0                     | -          | -          | -                              | -                              | -                              | -              | -              | -      | -      | 3        | 0        | 36    | 2     |
| 2020-2021             | Everton FC            | Premier League        | 24          | 2           | 5                     | 1                     | -          | -          | -                              | -                              | -                              | -              | -              | -      | -      | 11       | 1        | 40    | 4     |
| 2021-2022             | Everton FC            | Premier League        | 13          | 0           | 1                     | 1                     | -          | -          | -                              | -                              | -                              | -              | -              | -      | -      | 3        | 0        | 17    | 1     |
| 2022-2023             | Everton FC            | Premier League        | 7           | 2           | 1                     | 0                     | -          | -          | -                              | -                              | -                              | -              | -              | -      | -      | 1        | 0        | 9     | 2     |
| Sous-total            | Sous-total            | Sous-total            | 86          | 7           | 13                    | 2                     | -          | -          | -                              | -                              | -                              | -              | -              | -      | -      | 24       | 1        | 123   | 10    |
| 2023-2024             | ACF Fiorentina        | Serie A               | 4           | 0           | 2                     | 0                     | -          | -          | C4                             | 1                              | 0                              | -              | -              | -      | -      | 3        | 0        | 10    | 0     |
| Sous-total            | Sous-total            | Sous-total            | 4           | 0           | 2                     | 0                     | -          | -          | -                              | 1                              | 0                              | -              | -              | -      | -      | 3        | 0        | 10    | 0     |
| 2023-2024             | Cagliari Calcio       | Serie A               | 14          | 2           | 0                     | 0                     | -          | -          | -                              | -                              | -                              | -              | -              | -      | -      | 4        | 0        | 18    | 2     |
| 2024-2025             | Cagliari Calcio       | Serie A               | 31          | 1           | 0                     | 0                     | -          | -          | -                              | -                              | -                              | -              | -              | -      | -      | 3        | 0        | 34    | 1     |
| Sous-total            | Sous-total            | Sous-total            | 45          | 3           | 0                     | 0                     | -          | -          | -                              | -                              | -                              | -              | -              | -      | -      | 7        | 0        | 52    | 3     |
| Total sur la carrière | Total sur la carrière | Total sur la carrière | 230         | 23          | 54                    | 2                     | 2          | 1          | -                              | 41                             | 7                              | 8              | 0              | 15     | 1      | 49       | 7        | 399   | 41    |

### En sélection nationale
| Saison                | Sélection             | Phases finales          | Phases finales | Phases finales | Phases finales | Éliminatoires CDM | Éliminatoires CDM | Éliminatoires CDM | Matchs amicaux | Matchs amicaux | Matchs amicaux | Total | Total | Total |
| Saison                | Sélection             | Compétition             | M              | B              | Pd             | M                 | B                 | Pd                | M              | B              | Pd             | M     | B     | Pd    |
| --------------------- | --------------------- | ----------------------- | -------------- | -------------- | -------------- | ----------------- | ----------------- | ----------------- | -------------- | -------------- | -------------- | ----- | ----- | ----- |
| 2015-2016             | Colombie              | Copa América Centenario | 2              | 0              | 0              | -                 | -                 | -                 | -              | -              | -              | 2     | 0     | 0     |
| 2016-2017             | Colombie              | -                       | -              | -              | -              | 5                 | 1                 | 0                 | 1              | 2              | 0              | 6     | 3     | 0     |
| 2017-2018             | Colombie              | Coupe du monde 2018     | 3              | 3              | 0              | -                 | -                 | -                 | 4              | 0              | 0              | 7     | 3     | 0     |
| 2018-2019             | Colombie              | Copa América 2019       | 3              | 0              | 0              | -                 | -                 | -                 | 3              | 0              | 0              | 6     | 0     | 0     |
| 2019-2020             | Colombie              | -                       | -              | -              | -              | -                 | -                 | -                 | 3              | 0              | 0              | 3     | 0     | 0     |
| 2020-2021             | Colombie              | Copa América 2021       | 7              | 0              | 0              | 4                 | 1                 | 0                 | -              | -              | -              | 11    | 1     | 0     |
| 2021-2022             | Colombie              | -                       | -              | -              | -              | 4                 | 0                 | 0                 | -              | -              | -              | 4     | 0     | 0     |
| 2022-2023             | Colombie              | -                       | -              | -              | -              | -                 | -                 | -                 | 1              | 0              | 0              | 1     | 0     | 0     |
| 2023-2024             | Colombie              | Copa América 2024       | 2              | 0              | 0              | 3                 | 0                 | 0                 | 1              | 0              | 0              | 6     | 0     | 0     |
| Total sur la carrière | Total sur la carrière | Total sur la carrière   | 17             | 3              | 0              | 16                | 2                 | 0                 | 13             | 2              | 0              | 46    | 7     | 0     |

### Buts internationaux
| 0  | Date            | Lieu                                                           | Compétition                       | Score | Résultat      | Adversaire |
| -- | --------------- | -------------------------------------------------------------- | --------------------------------- | ----- | ------------- | ---------- |
| 1. | 11 octobre 2016 | Estadio Metropolitano Roberto Meléndez, Barranquilla, Colombie | Éliminatoires Coupe du monde 2018 | 2-2   | 2-2           | Uruguay    |
| 2. | 13 juin 2017    | Coliseum Alfonso Pérez, Getafe, Espagne                        | Match amical                      | 2-0   | 4-0           | Cameroun   |
| 3. | 13 juin 2017    | Coliseum Alfonso Pérez, Getafe, Espagne                        | Match amical                      | 3-0   | 4-0           | Cameroun   |
| 4. | 24 juin 2018    | Kazan Arena, Kazan, Russie                                     | Coupe du monde 2018               | 1-0   | 3-0           | Pologne    |
| 5. | 28 juin 2018    | Cosmos Arena, Samara, Russie                                   | Coupe du monde 2018               | 1-0   | 1-0           | Sénégal    |
| 6. | 3 juillet 2018  | Otkrytie Arena, Moscou, Russie                                 | Coupe du monde 2018               | 1-1   | 1-1 3-4 t.a.b | Angleterre |
| 7. | 3 juin 2021     | Estadio Nacional, Lima, Pérou                                  | Éliminatoires Coupe du monde 2022 | 0-1   | 0-3           | Pérou      |

## Palmarès

### En club
- Independiente Santa Fe
  - Champion de Colombie en 2014 (clôture)
  - Vainqueur de la Copa Sudamericana en 2015
  - Vainqueur de la Supercoupe de Colombie en 2015

- SE Palmeiras
  - Champion du Brésil en 2016

- FC Barcelone
  - Champion d'Espagne en 2018
  - Vainqueur de la Coupe d'Espagne en 2018

### Distinctions personnelles
- Membre de l'équipe-type de la Série A en 2016
- Membre de l'équipe-type du Campeonato Paulista en 2017